# 제프 에머릭

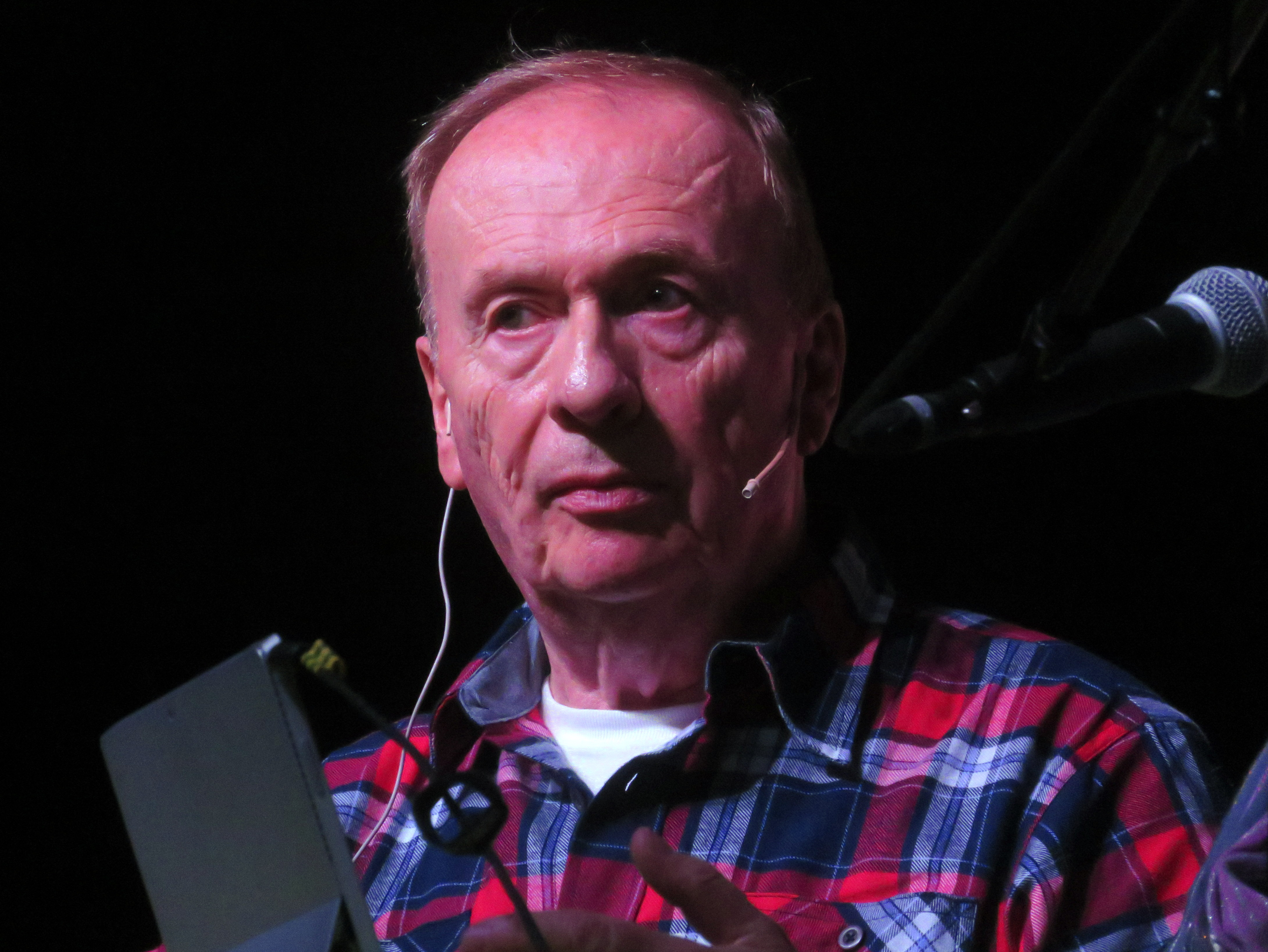

제프 에머릭(Geoff Emerick, 1946년 - 2018년)은 영국의 음향 엔지니어이다. 그는 비틀즈의 앨범 《Revolver》, 《Sgt. Pepper's Lonely Hearts Club Band》, 《The Beatles》, 《Abbey Road》을 작업한 것으로 유명하다.
그가 비틀즈의 메인 음향 엔지니어를 맡게 된 첫 앨범은 앨범 《Revolver》의 〈Tomorrow Never Knows〉였다. 그는 이 노래 녹음 당시 레논의 보컬을 레슬리 스피커를 통해 녹음하였는데 이 결과물을 마음에 들어한 레논은 계속 그와 작업하였다. 비틀즈의 프로듀서 조지 마틴과 마찬가지로 그도 실험적인 작품을 많이 만들었다.
그는 앨범 《Sgt. Pepper's Lonely Hearts Club Band》와 《Abbey Road》으로 두 번 그래미 상의 엔지니어 부문을 수상하였다.
비틀즈 이후, 그는 폴 매카트니(《Band On The Run》, 《London Town》, 《Flaming Pie》등의 앨범), 아트 가펑클, 슈퍼트램프, 제프 벡, 넬리 맥케이, 엘비스 코스텔로 등과 작업했다.
2006년, 에머릭은 음악 저널리스트 하워드 매시와 함께 회고록 《Here, There, and Everywhere: My Life Recording the Music of The Beatles》(Gotham Books, ISBN 1-59240-179-1)을 지필했다.